# Tomaszów (gmina)
Tomaszów (do 1874 Rogoźno; od 1915 Pasieki) – dawna gmina wiejska istniejąca na przełomie XIX i XX wieku w guberni lubelskiej. Siedzibą władz gminy był Tomaszów (Lubelski), który nie wchodził w jej skład, tworząc odrębną gminę miejską.
Gmina Tomaszów powstała za Królestwa Polskiego w 1874 roku w powiecie tomaszowskim w guberni lubelskiej z obszaru dotychczasowej gminy Rogoźno.
Gminę zniesiono podczas I wojny światowej. Odtąd figuruje już pod nazwą gmina Pasieki.
Obecna gmina Tomaszów Lubelski jest nowym tworem (od 1973) o zupełnie innych granicach, obejmując w przybliżeniu obszary dawnych gmin Pasieki (czyli Rogoźno/Tomaszów/Pasieki) oraz Majdan Górny.